# De plus belle
De plus belle es una película francesa de 2017 dirigida por Anne-Gaëlle Daval. Es una comedia romántica y es protagonizada por Florence Foresti y Mathieu Kassovitz, cuenta la historia de una superviviente de cáncer de pecho y sus esfuerzos por reconstruir su vida.

## Sinopsis
Lucie está en remisión y su enfermedad es casi un recuerdo lejano. Su familia la empuja a vivir la vida al máximo, y al hacerlo, Lucie conoce al encantador y arrogante Clovis, quien se deja seducir por su ingenio y humor.

## Reparto
- Florence Foresti como Lucie Larchet.
- Mathieu Kassovitz como Clovis.
- Nicole Garcia como Dalila.
- Jonathan Cohen como Frédéric.
- Olivia Bonamy como Manon.
- Josée Drevon como Yvonne.
- Jeanne Astier como Hortense.
- Norbert Ferrer como Ben.
- Perrette Souplex como Salomé.
- Sabine Pakora como Sabine.

## Recepción
De plus belle ha recibido reseñas mixtas a positivas de parte de la crítica y de la audiencia. En el portal de internet Rotten Tomatoes, la película posee una aprobación de 88%, basada en 8 reseñas, con una calificación de 5.3/10, mientras que de parte de la audiencia tiene una aprobación de 100%, basada en 50 votos.
En el sitio web IMDb los usuarios le han dado una calificación de 6.3/10, sobre la base de 517 votos. En la página FilmAffinity tiene una calificación de 6.3/10, basada en 32 votos.